# Panagiótis Pipinélis
Panagiótis Pipinélis (em grego: Παναγιώτης Πιπινέλης; 1899 — 1970) foi um político da Grécia. Ocupou o cargo de primeiro-ministro da Grécia entre 17 de Junho de 1963 a 29 de Setembro de 1963.

## Carreira
Ele nasceu em 21 de março de 1899 na cidade portuária de Pireu. Estudou Direito e Ciências Políticas na Universidade de Zurique e, em 1920, na Universidade Albert Ludwigs de Freiburg, na Alemanha.
Ele entrou no corpo diplomático grego em 1922 e ocupou vários cargos, chegando a vice-ministro permanente das Relações Exteriores em 1947-1948. Em 1952, foi nomeado representante permanente da Grécia na OTAN e renunciou ao serviço diplomático no ano seguinte. Ele serviu como Ministro do Comércio no gabinete de Konstantinos Karamanlis de 1961–1963 e, após a renúncia e autoexílio de Karamanlis, Pipinelis serviu brevemente como Primeiro-Ministro interino da Grécia de 17 de junho de 1963 a 29 de setembro de 1963. Em 20 de novembro de 1967, ele foi nomeado ministro das Relações Exteriores durante a ditadura. Ele ocupou o cargo até sua morte de câncer em 19 de julho de 1970 em Atenas, aos 71 anos.